# Köhe westlich Winterfeld
Die Köhe westlich Winterfeld ist ein FFH-Gebiet in der Gemeinde Beetzendorf und im Flecken Apenburg-Winterfeld im Altmarkkreis Salzwedel in Sachsen-Anhalt.

## Allgemeines
Das FFH-Gebiet ist circa 47 Hektar groß. Es umfasst das Flächennaturdenkmal „Torfstich Stapen“. Das FFH-Gebiet ist durch die Landesverordnung zur Unterschutzstellung der Natura 2000-Gebiete im Land Sachsen-Anhalt (N2000-LVO LSA) seit dem 21. Dezember 2018 rechtlich gesichert. Zuständige untere Naturschutzbehörde ist der Altmarkkreis Salzwedel.

## Beschreibung
Das FFH-Gebiet liegt südlich von Salzwedel. Es umfasst ein Laubwaldgebiet in der Niederung der Purnitz, in das kleinflächig der Offenlandbereich eines ehemaligen Torfstichs eingebettet ist. Die Waldgesellschaften sind überwiegend als Auwälder mit Gemeiner Esche, Schwarzerle, Moorbirke und Stieleiche ausgebildet. Dazu gesellen sich Flatter- und Feldulme sowie Gewöhnliche Traubenkirsche, Hasel, Roter Hartriegel, Kreuzdorn und Gewöhnlicher Spindelstrauch in der Strauchschicht. Auf grundwasserbeeinflussten Standorten siedeln in der Krautschicht Sumpf- und Winkelsegge, Sumpfschwertlilie, Wolfstrapp, Gewöhnlicher Gilbweiderich, Gewöhnlicher Blutweiderich, Bitteres Schaumkraut, Sumpfpippau, Rasenschmiele und Echtes Mädesüß. Weiterhin sind Buschwindröschen, Moschuskraut, Waldmeister, Waldbingelkraut, Einbeere, Dunkles und Geflecktes Lungenkraut sowie Große und Hainsternmiere zu finden. Insbesondere in den Randlagen der Niederung sind nur kleinflächig Stieleichen- bzw. Eichen-Hainbuchenwälder und Buchenwälder ausgebildet. Stellenweise siedeln feuchte Hochstaudenfluren.
Das FFH-Gebiet wird von einem nur wenige hundert Meter langen Abschnitt der Purnitz sowie dem Baarser Mühlengraben und dem Stapener Landgraben durchflossen. In den Fließgewässern ist flutende Unterwasservegetation zu finden. Sie beherbergen teilweise Vorkommen von Bitterling und Bachneunauge. In der Köhe kommen unter anderem Fischotter, Mopsfledermaus, Kranich, Mittelspecht und Neuntöter vor.
Das FFH-Gebiet ist größtenteils von landwirtschaftlichen Nutzflächen umgeben. Im Nordosten schließen sich bewaldete Bereiche an.